# Luna Mijović
Luna Zimić Mijović (* 2. Dezember 1991 in Sarajevo, Jugoslawien) ist eine bosnische Schauspielerin.

## Leben
Luna Mijović stammt aus Sarajevo und lebte in ihrer Kindheit auch in Slowenien und Russland. Ihre Mutter Amra Zimić ist Journalistin.
Ihre erste Rolle in einem Film spielte Mijović mit 13 Jahren. Bei einem Casting erhielt sie die Rolle der Sara im Kinofilm Esmas Geheimnis, der 2006 den Goldenen Bären gewann. Später spielte sie in weiteren Filmen mit. Unter anderem verkörperte sie in der dreiteiligen Fernsehfilm-Reihe Dreileben das bosnische Zimmermädchen Ana. Für diese Rolle wurde sie von der Kritik gelobt, so bezeichnete die taz ihre Darstellung als „wunderbar“.
2010 begann Luna Mijovic, Regie an der Sarajevo Film Academy zu studieren. Nach zwei Jahren erfuhr sie, dass die Fakultät  illegal eröffnet wurde und die reguläre Einschreibung erst begann, als Mijović schon im zweiten Studienjahr war. Daraufhin studierte sie vergleichende Literaturwissenschaften an der Universität Sarajevo.

## Filmografie
- 2006: Esmas Geheimnis – Grbavica – Regie: Jasmila Žbanić (Kinofilm)
- 2008: Circus Fantasticus – Regie: Janez Burger (Kinofilm)
- 2008: On A Trip – Regie: Jasmila Žbanić (Kinofilm)
- 2008: Ich träume nicht auf Deutsch – Regie: Ivana Lalovic (Kurzfilm)
- 2010: Zwischen uns das Paradies (Na Putu) – Regie: Jasmila Žbanić (Berlinale-Wettbewerb) (Kinofilm)
- 2011: Dreileben (Filmtrilogie) – Regie:  Christian Petzold/Dominik Graf/Christoph Hochhäusler (Fernsehfilme)
- 2011: Atmen – Regie: Karl Markovics (Kinofilm)
- 2012: Nick – Regie: Fow Pyng Hu (Kinofilm)
- 2013: Traumland – Regie: Petra Volpe (Kinofilm)
- 2015: Ewige Jugend (Youth) – Regie: Paolo Sorrentino (Kinofilm)
- 2016: Smrt u Sarajevu (Mort à Sarajevo) – Regie: Danis Tanović (Kinofilm)
- 2017: Tigermilch